# José Joaquín Thous Orts
José Joaquín Thous Orts (Benidorm, 1839 - Valencia, 1893) fue un periodista español.

## Biografía
Estudió las primeras letras en los Seminarios de Orihuela y de Valencia .A los 17 años Ingresó como cadete en el ejército y participó, como voluntario, en la Guerra de África. donde asistió a las batallas de Was-Ras y Castillejos, por lo que fue condecorado con la medalla de África.  Tomó parte en la tercera guerra carlista en favor del pretendiente Carlos VII con el grado de coronel.
En 1877 dirigió junto con su hermano, Gaspar Thous Orts, el periódico valenciano La Unión Católica (1877-1881), y después La Señera (1880), El Almogávar (1881) y El Zuavo (1881-1884), periódico ultramontano de ideología tradicionalista carlista, pero partidario de la política católica posibilista y contrario a la corriente integrista de Cándido Nocedal y su diario El Siglo Futuro.
Dirigió también en Valencia La Vanguardia (1887) y participó en la fundación del semanario satírico El Palleter (1888-90).
Fue padre de Maximiliano Thous, periodista, escritor y cineasta español, autor del himno valenciano.